# Mademoiselle du Barry
Mademoiselle du Barry (DuBarry Was a Lady) è un film musicale del 1943 diretto da Roy Del Ruth e interpretato da Lucille Ball, Red Skelton e Gene Kelly. Uscito nelle sale il 13 agosto 1943, nella trama del film - rispetto al musical di Broadway - vennero aggiunti o tolti vari personaggi.

## Trama
Dopo aver bevuto un drink piuttosto forte, Louis Blore sogna di trovarsi alla corte di Versailles e di essere Luigi XV. Mary, la cantante di cui è innamorato, diventa nel sogno Madame du Barry.

## Produzione
Il film fu prodotto dalla MGM.

## Distribuzione
Uscito nelle sale il 13 agosto 1943, il film fu distribuito dalla MGM.

### Data di uscita
IMDb
- USA	30 maggio 1943 (New York City, New York)
- USA	13 agosto 1943
- Svezia	2 ottobre 1944
- Finlandia	10 maggio 1946
- Danimarca	22 settembre 1947
- Francia	13 dicembre 1947
- Giappone	19 ottobre 1951

Alias
- Du Barry Was a Lady	USA (titolo originale)
- Du Barry var en dame	Danimarca
- Gentleman's Choice	USA (titolo di lavorazione)
- I du Barry itan... kyria	Grecia
- La Dubarry era una dama	Venezuela
- La du Barry était une dame	Francia
- Mademoiselle Du Barry	Italia
- Minun majesteettini	Finlandia
- Mitt majestät kung Ludde	Svezia

### 1939 Musical di Broadway
Il film è tratto in piccola parte dall'omonimo musical di Broadway: parole e musica di Cole Porter, libretto di Herbert Fields e Buddy G. DeSylva, interpreti Bert Lahr, Ethel Merman (nel ruolo di Maly Daly) (Gypsy Rose Lee nelle repliche), Betty Grable, Ronald Graham e Charles Walters, regia di Edgar MacGregor che prima al 46th Street Theatre dal 6 dicembre 1939 con e dal Royale Theatre dal 21 ottobre 1940 arriva a 408 recite ed al His Majesty's Theatre di Londra dal 22 ottobre 1942 arrivando a 178 recite.